# Жарко Ђуровић (фудбалер)
Жарко Ђуровић (Београд, 1. август 1961) бивши је српски фудбалер и тренутно фудбалски тренер.

## Каријера
Ђуровић је рођен у Београду 1. августа 1961. године. Током играчке каријере наступао је за Црвену звезду, Чукарички, Сутјеску из Никшића и швајцарску Белинцону. Играо је на позицији везног играча. Освојио је са Црвеном звездом две титуле шампиона Југославије (1983/84 и 1987/88). Остао је упамћен по голу који је постигао у првој утакмици четвртфинала Купа шампиона 1987. године против Реала из Мадрида (резултат 4:2).
Након окончања играчке каријере посветио се тренерском позиву. Као тренер предводио је млади тим Црвене звезде, а био је први тренер ОФК Младеновца, Смедерева, Радничког из Обреновца, Борца из Чачка и словачких Кошица.
У децембру 2010. године прихватио је позив Роберта Просинечког и постао је помоћни тренер у стручном штабу Црвене звезде. Након окончања сезоне 2011/12. и освајања трофеја у Купу Србије, Ђуровић је напустио клупу Црвене звезде.

## Успеси
Црвена звезда
- Првенство Југославије: 1984, 1988.
- Куп Југославије: 1982.